# Duqueine D08
Chronologie des modèles
Norma M30
La Duqueine D08 est une voiture de course conçue et développée en 2020 par Duqueine Engineering pour courir dans la catégorie LMP3.

## Écuries
- DKR Engineering
- FastMD Racing
- Forty7 Motorsports
- Grainmarket Racing
- Mühlner Motorsport
- Phoenix Racing
- Nielsen Racing
- Racing Experience
- Rinaldi Racing
- WIN Autosport